# فكستون (كامبريدجشير)
فکستون (كامبريدجشير) (بالإنجليزية: Foxton, Cambridgeshire)‏ هي قرية و أبرشية مدنية تقع في المملكة المتحدة في إنجلترا. يقدر عدد سكانها بـ 1,161 نسمة .